# هوبه الجعشني (السياني)

تعديل مصدري - تعديل

هوبه الجعشني محلة تابعة لقرية ذي شراق، التابعة لعزلة ذي شراق بمديرية السياني إحدى مديريات محافظة إب في الجمهورية اليمنية.، بلغ تعداد سكانها 106 حسب تعداد اليمن لعام 2004.